# یواس‌اس پوپ (دی‌ئی-۱۳۴)
یواس‌اس پوپ (دی‌ئی-۱۳۴) (به انگلیسی: USS Pope (DE-134)) یک کشتی بود که طول آن ۳۰۶ فوت (۹۳ متر) بود. این کشتی در سال ۱۹۴۳ ساخته شد.